# Yauli (província)
Yauli é uma província do Peru localizada na região de Junín. Sua capital é a cidade de La Oroya.

## Distritos da província
- Chacapalpa
- Huay-Huay
- La Oroya
- Marcapomacocha
- Morococha
- Paccha
- Santa Barbara de Carhuacaya
- Santa Rosa de Sacco
- Suitucancha
- Yauli